# Quintus Lutatius Catulus (Konsul 102 v. Chr.)
Quintus Lutatius Catulus (* etwa 150 v. Chr.; † 87 v. Chr.) war ein römischer Politiker der späten Republik und im Jahr 102 v. Chr. zusammen mit Gaius Marius Konsul. Er betätigte sich zudem als Dichter und Schriftsteller.

## Leben
Catulus, Sohn eines gleichnamigen Vaters und einer Popillia, war vermutlich 109 v. Chr. als Prätor Statthalter der Provinz Sizilien. Er bewarb sich dreimal vergeblich um das Konsulat der Jahre 106–104 v. Chr. und war erst bei seiner vierten Bewerbung für das Jahr 102 v. Chr. erfolgreich. Gemeinsam mit seinem Kollegen Gaius Marius, der bereits das vierte Konsulat bekleidete, führte er das Kommando gegen die Kimbern und Teutonen. Catulus fiel die Aufgabe zu, die Alpenpässe zu verteidigen, er war aber bald gezwungen, sich in panikartigem Rückzug über den Po zu retten. Die Kimbern wurden dann aber im Jahr 101 v. Chr. von den vereinigten Armeen von Marius (zum fünften Mal Konsul) und Catulus als Prokonsul auf der Raudinischen Ebene bei Vercellae geschlagen. Er feierte gemeinsam mit Marius einen Triumph. Als aber der Hauptanteil an Ehren Marius zugutekam, wurde Catulus zu dessen Gegner. Er verbündete sich im Bürgerkrieg mit Sulla. Als Marius im Jahr 87 v. Chr. gewaltsam die Herrschaft übernahm, tötete sich Catulus selbst, um einer Verurteilung zuvorzukommen.
Catulus verfügte über ein großes Vermögen, das er nutzte, um die Stadt Rom zu verschönern. Zwei Gebäude sind als Monumenta Catuli bekannt: der Tempel der Fortuna huiusque diei, der an den Tag von Vercellae erinnert, und die Porticus Catuli, die er aus dem Erlös der kimbrischen Beute errichten ließ. Sein gleichnamiger Sohn war 78 v. Chr. Konsul. Zudem war er laut Cicero der erste, der für eine Frau, seine verstorbene Mutter, eine Totenrede, die laudatio funebris, hielt.

## Werke
Catulus war ein hervorragender Redner, Dichter und Prosaschriftsteller, versiert in griechischer Literatur. Er soll unter dem Titel De consulatu et de rebus gestis suis die Geschichte seines Konsulats und des Krieges gegen die Kimbern und Teutonen nach der Art des griechischen Historikers Xenophon niedergeschrieben haben. 
Ebenso wird ihm in der Regel ein anderes historisches Werk in (mindestens) vier Büchern zugeschrieben, das den Titel Communes Historiae oder Communis Historia trug. In diesem Geschichtswerk wurde die Zeit von der mythischen Ankunft des Aeneas in Italien bis zur Gründung Roms geschildert. Allerdings ist die Zuweisung dieses Werks nicht unumstritten, da als Autor nur ein Lutatius genannt wird. Von dem Geschichtswerk sind nur wenige Fragmente erhalten.
Zwei seiner Epigramme sind erhalten, eines auf den gefeierten Schauspieler Quintus Roscius Gallus, das andere von erotischem Charakter in der Art des Kallimachos.